# Love Ride

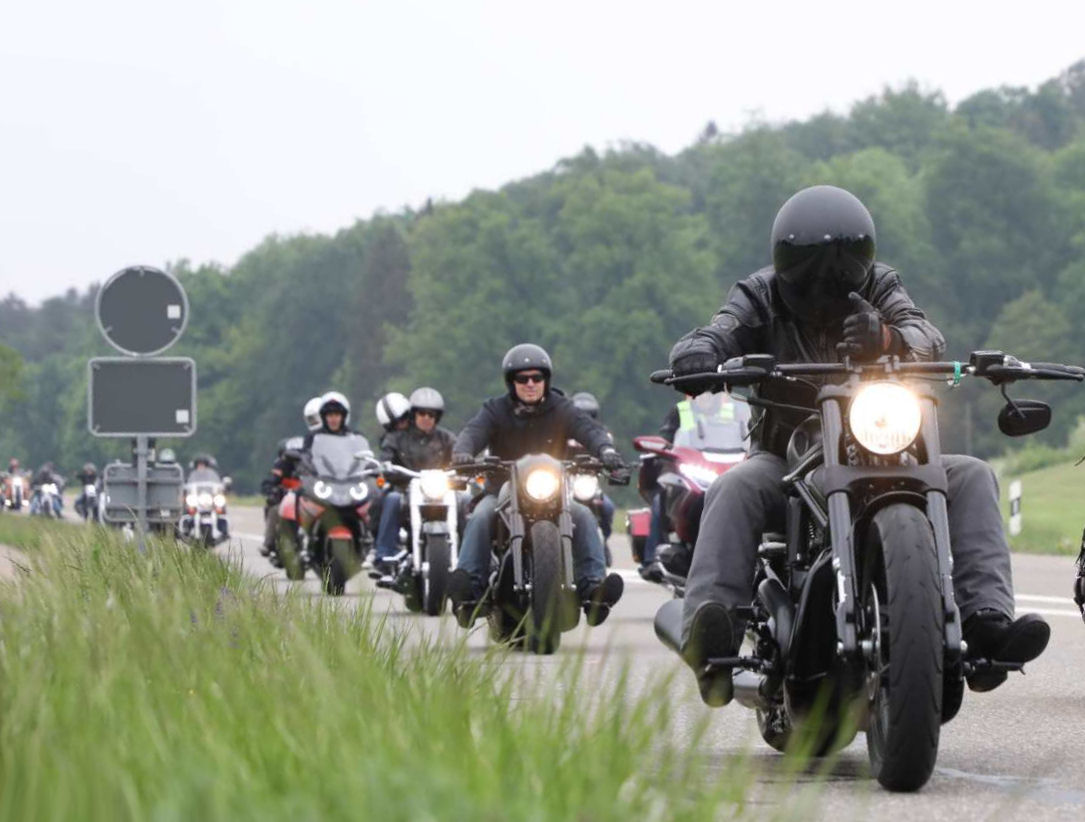
Love Ride Schweiz 2018

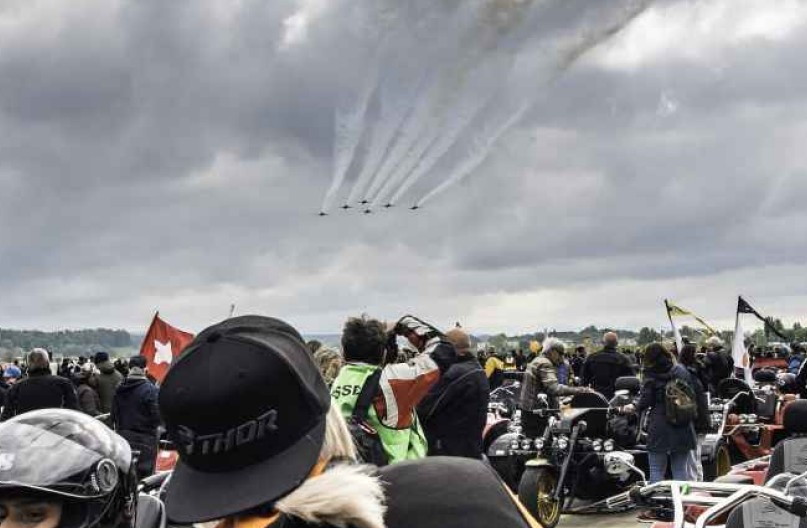
Love Ride Schweiz 2022

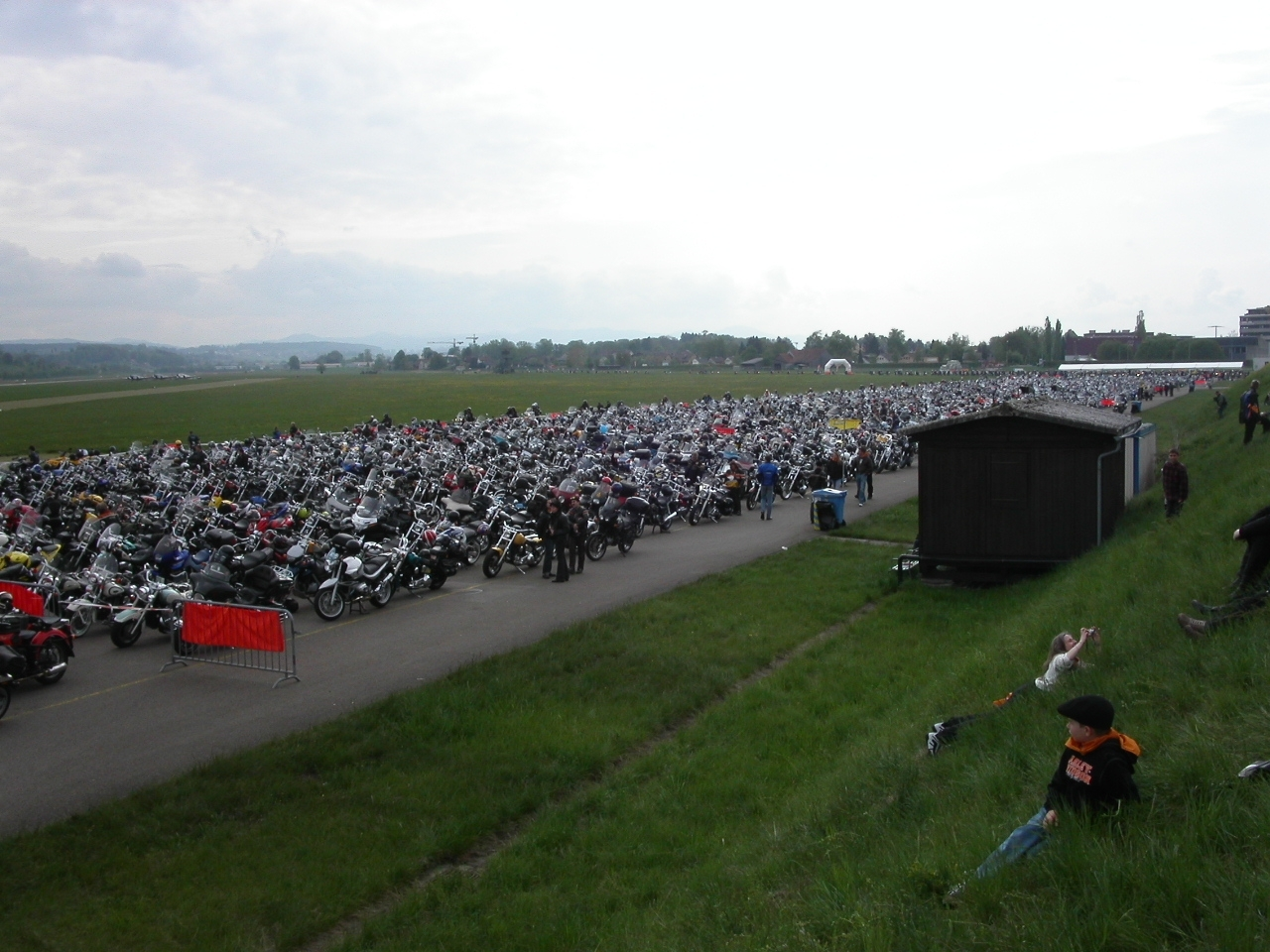
Love Ride Schweiz 2004

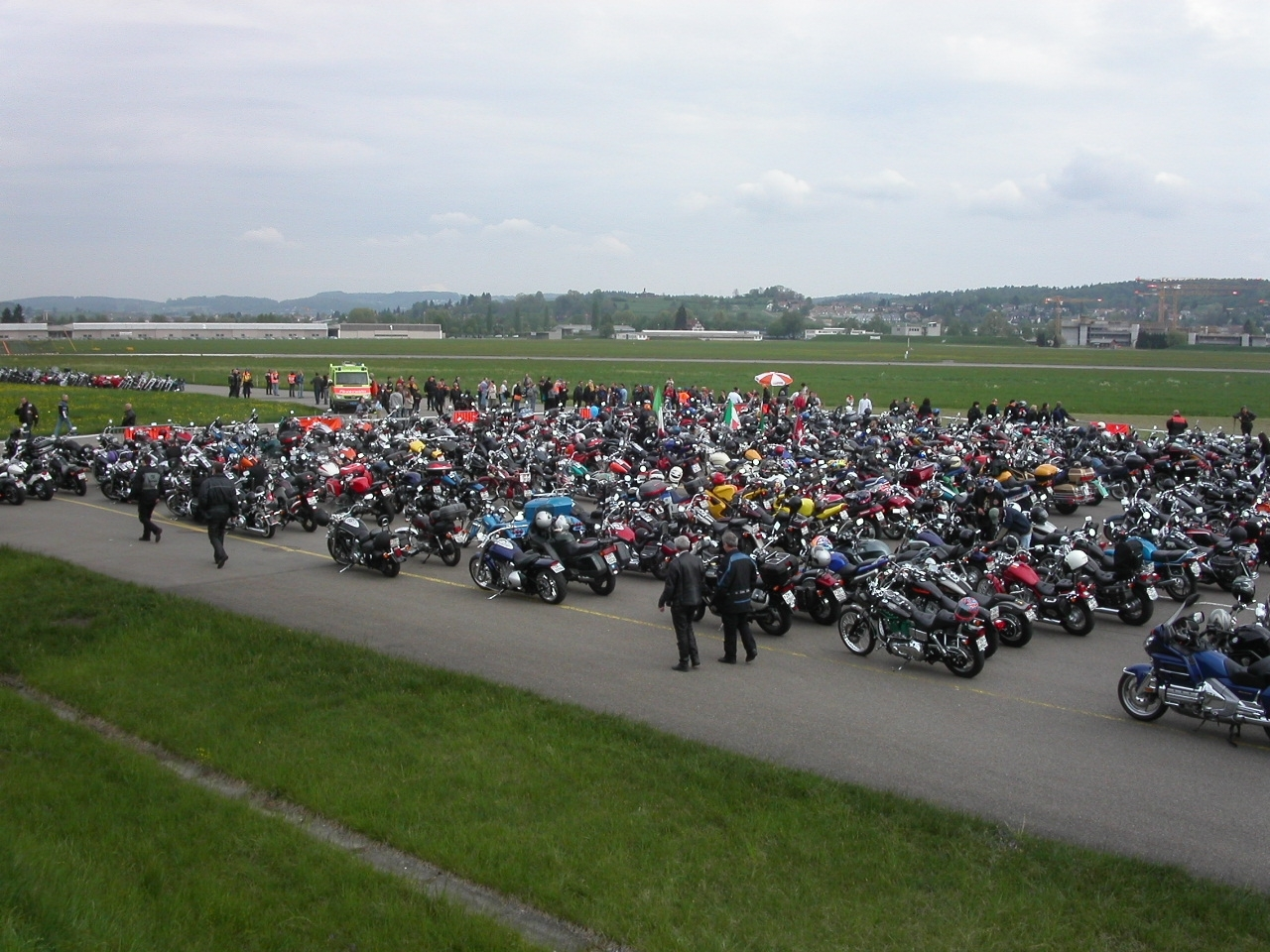
Love Ride Schweiz, Flugplatz Dübendorf

Der Love Ride ist eine jährliche, überregionale Motorrad-Benefizveranstaltung. Der Love Ride USA fand bis 2015 jeweils in Glendale, Kalifornien statt, der Love Ride Switzerland in Dübendorf bei Zürich.
Diese Anlässe dienen dazu, auf die Probleme von behinderten Kindern (z. B. bei Muskeldystrophie) aufmerksam zu machen und im Rahmen solcher Anlässe auch dafür Spenden zu sammeln. Auf der anderen Seite fördern sie auch das Ansehen von Motorradfahrern. Höhepunkt der Veranstaltungen ist die gemeinsame Ausfahrt der mehreren tausend Motorrädern. Dabei werden behinderte Kinder als Sozius-Fahrer oder in Seitenwagen mitgenommen. Der Schweizer Love Ride entwickelte sich ähnlich stark, wie das Vorbild in den USA und hat heute ebenfalls rund 20.000 Teilnehmer. Spätestens seit dem Ende des Love Ride USA im Jahr 2015, ist der Schweizer Love Ride die grösste Motorrad-Benefizveranstaltung der Welt.

## Love Ride USA
Im Jahre 1981 veranstaltete Jay Leno und Oliver Shokouh, Harley-Davidson-Händler von Glendale, eine Biker's Carnival und sammelte 1500 US-Dollar für die Muscular Dystrophy Association. Die Idee einer Benefizveranstaltung wurde weiterentwickelt und 1984 der erste Love Ride organisiert. Schauspieler Peter Fonda und Harley-Davidson Geschäftsleitungsmitglied Willie G. Davidson waren Ehrengäste an diesem Anlass. Der Love Ride USA war die größte eintägige Motorradveranstaltung der Welt. Über 20.000 Leute mit ihren Maschinen nehmen daran teil. Die Organisation sammelt jährlich weit über 1 Mio. Dollar für die Muscular Dystrophy Association. Im Jahr 2015 fand der letzte Love Ride in den USA statt.

## Love Ride Switzerland
1993 wurde von Erwin W. Wyrsch die Idee einer Motorrad-Benefizveranstaltung nach dem Vorbild des amerikanischen Love Ride in die Schweiz gebracht. Am 1. Mai brachten 200 Leute auf 99 Motorrädern immerhin 7500 Schweizer Franken an Spenden zusammen. Diese gingen an die Schweizerische Gesellschaft für Muskelkranke. 
Der Love Ride Switzerland ist in der Zwischenzeit zur größten eintägigen Motorrad-Benefizveranstaltung Europas geworden. Über 5000 Motorräder und gegen 20.000 Besucher werden jeweils erwartet. Der Erlös für die Stiftung liegt bei über 500.000 Schweizer Franken.
Moderiert wird diese Veranstaltung seit den 2000er Jahren von Jeanette Macchi-Meier.
Nach einer rund einstündigen Ausfahrt mit über 7.000 Motorrädern findet eine ganztägige Veranstaltung mit Volksfestcharakter statt. In den letzten Jahren fand dieser auf dem Militärflughafen bei Zürich statt. Weitere Highlights sind unter anderem eine Stuntshow mit waghalsigen Sprüngen und Tricks. Auch die Patrouille Suisse, das Elite-Kampfjetgeschwader der Schweiz, ist Teil der Veranstaltung. Die Veranstaltung erfreut sich großer Beliebtheit bei vielen Fans und wird von vielen prominenten Besuchern unterstützt und besucht. Zu den regelmäßigen Gästen gehören beispielsweise: Susanne Klee, Peter Sauber (F1-Teamchef), die Band Gotthard, Michel von Tell, Freddy Nock, Marco „Büxi“ Büchel und Grisu Grizzly.
In den vergangenen 30 Jahren konnten fast 10 Millionen Franken für erkrankte Kinder generiert werden.